# Bajo Carmen
Die Bajo Carmen ist eine Untiefe in der Gerlache-Straße westlich der Antarktischen Halbinsel. Sie liegt 900 m nordwestlich des Zentrums von Useful Island.
Wissenschaftler der 5. Chilenischen Antarktisexpedition (1950–1951) benannten sie. Mögliche Namensgeberin ist möglicherweise eine Angehörige eines der Wissenschaftler.